# Alcaracejos
Alcaracejos is een gemeente in de Spaanse provincie Córdoba in de regio Andalusië met een oppervlakte van 176 km². In 2007 telde Alcaracejos 1500 inwoners.

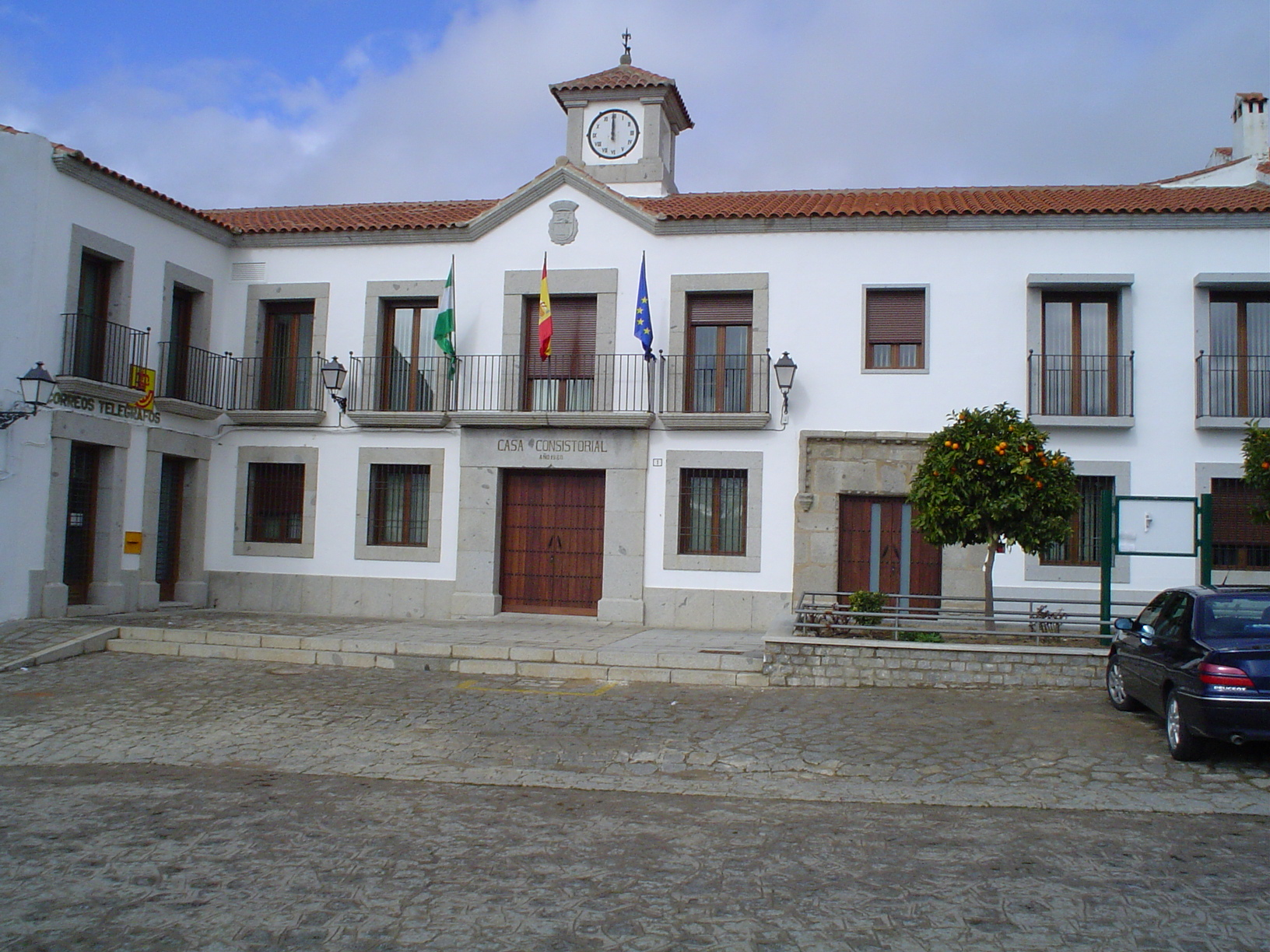
Gemeentehuis van Alcaracejos

## Demografische ontwikkeling
Bron: INE, 1857-2011: volkstellingen